# Telostegus
Telostegus is een geslacht van vliesvleugelige insecten van de familie spinnendoders (Pompilidae).

## Soorten
- T. cretensis Priesner, 1965
- T. delicatus Haupt, 1930
- T. inermis (Brullé, 1832)